# Nelly Furtado
Nelly Kim Furtado (Victoria, Kanada, 2. prosinca 1978.) je kanadska pjevačica, producentica i glumica portugalskog podrijetla. Prodala je više od 40 milijuna albuma širom svijeta. Živi u Torontu. 
Poznata je po eksperimentiranju s različitim instrumentima, zvukovima, žanrovima, vokalnim stilovima i jezicima. Ta različitost utjecala je na njezin širok glazbeni ukus i interes u različitim kulturama.
Za dosadašnja postignuća Nelly Furtado su dodijeljene mnogobrojne nagrade i priznanja, među kojima 2 Grammya, 3 nagrade MuchMusic Video, 10 nagrada Juno, a dobila je i svoju zvijezdu u Kanadskoj ulici slavnih (engl. Canada’s Walk of Fame / fr. Allée des célébrités canadiennes) u Torontu. 

## Karijera
Nelly Furtado se proslavila 2000. godine svojim prvim albumom Whoa, Nelly! na kojem se nalazi Grammyjem nagrađena pjesma "I'm like a Bird".
Nakon što je postala majka, objavila je još jedan uspješan album Folklore (2003.), a na scenu se vratila 2006. albumom Loose, koji je ostvarila u suradnji s producentom Timbalandom. Poznate pjesme s tog albuma su "Promiscuous", "Maneater", "All Good Things (Come to an End)", "Say It Right" i "Do It".
Svoj prvi album na španjolskom jeziku Furtado je objavila 15. rujna 2009. godine. Naslovljen je Mi Plan, a prvi singl je "Manos al Aire". Svih jedanaest pjesama na tom albumu otpjevane su na španjolskom jeziku.
Krajem 2009. sudjelovala je uz francusku pjevačicu SoShy na trećem Timbalandovom albumu Shock Value II u pjesmi "Morning After Dark". Na svojoj stranici na Twitteru Furtado je 15. prosinca te godine objavila da radi na novom albumu na engleskom jeziku. Nedugo nakon toga, 8. veljače 2010. objavila je da će se novi album zvati Lifestyle, da će biti kombinacija stilova s četiri njezina prijašnja albuma te da će, s najavnim singlom "Elin's Song", biti objavljen tijekom 2011. Ipak, kasnije te godine Furtado je odlučila objavu albuma pomaknuti za proljeće 2012. Početkom 2012. objavljeno je da će se album zvati The Spirit Indestructible, a Nelly je povratak na scenu – nakon više od godinu dana pauze – najavila duetom s reperom K'naanom i pjesmom "Is Anybody Out There?" Nedugo nakon toga, u proljeće 2012. objavila je i najavni singl albuma – pjesmu "Big Hoops (Bigger the Better)", koju je promovirala i na dodjeli Billboardovih nagrada u svibnju i za koju je snimila neobičan spot u Los Angelesu. Iako je album trebao biti objavljen prije ljeta, Nelly je kao službeni datum konačno odredila 14. rujna. Tijekom ljeta 2012. objavila je i drugi singl, naslovnu pjesmu s albuma, te nakon snimanja spota krenula u završetak rada na albumu i spremanje promotivne turneje.
Osnovala je svoju producentsku kuću Nelstar u suradnji s kanadskom nezavisnom producentskom kućom Last Gang Labels.

## Privatni život
Nelly Furtado je 20. rujna 2003. rodila kćer Nevis, čiji je otac DJ Jasper Gahunia. Nelly i Jasper bili su dugogodišnji prijatelji, no 2005. godine su prekinuli svoju intimnu vezu. No ostali su u dobrim odnosima te su oboje prihvatili odgovornost odgajanja kćeri Nevis.
U studenom 2006. Nelly Furtado je odbila 500.000 američkih dolara za poziranje potpuno odjevena za Playboy.
U srpnju 2007. zaručila se s Kubancem Demaciom "Demom" Castellónom, s kojim je surađivala na albumu Loose. Godinu dana poslije, 19. srpnja 2008., vjenčali su se.

## Diskografija

### Albumi
- 2000.: Whoa, Nelly!
- 2003.: Folklore
- 2006.: Loose
- 2009.: Mi Plan (album na španjolskom jeziku)
- 2012.: The Spirit Indestructible
- 2017.: The Ride
- 2024.: 7

### Kompilacije
- 2010.: Mi Plan Remixes
- 2010.: The Best of Nelly Furtado

### EP-ovi
- 2004.: Sessions@AOL
- 2006.: Live Session (iTunes Exclusive)
- 2008.: Edicion Limitada en Español

### DVD-ovi
- 2006.: Loose Mini DVD
- 2007.: Loose: The Concert

### Turneje
- 2001.: Burn In The Spotlight Tour
- 2004.: Come As You Are Tour
- 2007.: Get Loose Tour
- 2010.: Mi Plan Tour

### Singlovi broj jedan
Sljedeći singlovi bili su broj jedan na top ljestvicama u SAD-u, Ujedinjenom Kraljevstvu, Europi, Kanadi, Švicarskoj, Novom Zelandu i Njemačkoj.
| Godina                     | Singl                                                                   | Najviša pozicija | Najviša pozicija | Najviša pozicija | Najviša pozicija | Najviša pozicija | Najviša pozicija | Najviša pozicija | Najviša pozicija | Album                          |
| Godina                     | Singl                                                                   | SAD              | HLT              | UK               | EUR              | CAN              | SWI              | NZ               | GER              | Album                          |
| -------------------------- | ----------------------------------------------------------------------- | ---------------- | ---------------- | ---------------- | ---------------- | ---------------- | ---------------- | ---------------- | ---------------- | ------------------------------ |
| 2000.                      | "I'm like a Bird"                                                       | 9                | —                | 5                | 3                | 1                | 17               | 2                | 41               | Whoa, Nelly!                   |
| 2001.                      | "Turn off the Light"                                                    | 5                | —                | 4                | 3                | 7                | 2                | 1                | 31               | Whoa, Nelly!                   |
| 2003.                      | "Fotografía" (featuring Juanes)                                         | 116              | 1                | —                | —                | —                | —                | —                | —                | Un Día Normal                  |
| 2006.                      | "Promiscuous" (featuring Timbaland)                                     | 1                | 36               | 3                | 2                | 1                | 6                | 1                | 6                | Loose                          |
| 2006.                      | "Maneater"                                                              | 16               | —                | 1                | 1                | 5                | 3                | 2                | 4                | Loose                          |
| 2006.                      | "Say It Right"                                                          | 1                | —                | 10               | 1                | 1                | 1                | 1                | 2                | Loose                          |
| 2006.                      | "All Good Things (Come to an End)"                                      | 86               | —                | 4                | 1                | 5                | 1                | 12               | 1                | Loose                          |
| 2007.                      | "Give It to Me" (Timbaland featuring Nelly Furtado & Justin Timberlake) | 1                | —                | 1                | 2                | 1                | 6                | 2                | 3                | Timbaland Presents Shock Value |
| 2008.                      | "Broken Strings" (James Morrison featuring Nelly Furtado)               | —                | —                | 2                | 1                | 41               | 1                | 10               | 1                | Songs for You, Truths for Me   |
| 2008.                      | "Win or Lose" (Zero Assoluto featuring Nelly Furtado)                   | —                | —                | —                | 39               | —                | —                | —                | 1                | Appena prima di partire        |
| 2009.                      | "Manos al Aire"                                                         | 109              | 1                | —                | 8                | —                | 9                | —                | 2                | Mi Plan                        |
| Ukupno singlova broj jedan | Ukupno singlova broj jedan                                              | 3                | 2                | 2                | 4                | 4                | 3                | 3                | 2                |                                |

## Filmografija
| Godina | Naslov                       | Uloga                | Žanr                                                 | Bilješke                                                      |
| ------ | ---------------------------- | -------------------- | ---------------------------------------------------- | ------------------------------------------------------------- |
| 2001.  | Roswell                      | osobno               | Američka znanstveno fantastična TV serija            | Izvodila je pjesmu "I'm like a Bird"                          |
| 2006.  | Floribella                   | osobno               | Portugalska sapunica                                 | Izvodila je pjesmu "Maneater"                                 |
| 2007.  | One Life to Live             | osobno               | Američka sapunica                                    | Izvodila je pjesme "Say It Right" i "Promiscuous"             |
| 2007.  | CSI: NY                      | Ava Brandt           | Američka kriminalistička TV serija                   | Glumila je Avu, profesionalnu kriminalku optuženu za ubojstvo |
| 2007.  | Jesam te!                    | osobno               | Američka humoristična TV serija sa skrivenom kamerom | Žrtva prijetnje bombom                                        |
| 2008.  | Max Payne                    | Christa Balder       | Adaptacija videoigre                                 | Žena Alexa Baldera, bivšeg partnera Maxa Paynea               |
| 2010.  | Big Brother Brasil           | osobno               | Brazilski verzija reality showa Big Brother          | Nastup uživo                                                  |
| 2010.  | Score: A Hockey Musical      | An Ardent Hockey Fan | Kanadski film                                        |                                                               |
| 2012.  | Novi klinci s Beverly Hillsa | osobno               | Američka TV serija                                   | Izvodila je pjesme "Parking Lot"                              |
| 2015.  | A Date With Miss Fortune     | Nelia                | Kanadski film                                        |                                                               |

## Nagrade
Od 118 nominacija za razne prestižne nagrade, Nelly Furtado je osvojila njih 60. Najznačajnije su prikazane u sljedećoj tablici:
| Godina | Ime                          | Nagrada                                          | Nominirani rad                                                          | Rezultat   |
| ------ | ---------------------------- | ------------------------------------------------ | ----------------------------------------------------------------------- | ---------- |
| 2002.  | Grammy Award                 | Najbolja ženska pop vokalna izvedba              | "I'm like a Bird"                                                       | dobitnica  |
| 2002.  | Grammy Award                 | Pjesma godine                                    | "I'm like a Bird"                                                       | nominacija |
| 2002.  | Grammy Award                 | Najbolji pop album                               | Whoa, Nelly!                                                            | nominacija |
| 2002.  | Grammy Award                 | Najbolji novi izvođač                            | Nelly Furtado                                                           | nominacija |
| 2007.  | Grammy Awards                | Najbolja pop suradnja s vokalima                 | "Promiscuous" (featuring Timbaland)                                     | nominacija |
| 2007.  | BRIT Awards                  | Internacionalni ženski solo izvođač              | Nelly Furtado                                                           | dobitnica  |
| 2007.  | Juno Awards                  | Izbor obožavatelja                               | Nelly Furtado                                                           | dobitnica  |
| 2007.  | Juno Awards                  | Singl godine                                     | "Promiscuous" (featuring Timbaland)                                     | dobitnica  |
| 2007.  | Juno Awards                  | Album godine                                     | Loose                                                                   | dobitnica  |
| 2007.  | Juno Awards                  | Izvođač godine                                   | Nelly Furtado                                                           | dobitnica  |
| 2007.  | Juno Awards                  | Pop album godine                                 | Loose                                                                   | dobitnica  |
| 2007.  | MTV Europe Music Awards      | Najbolji solo izvođač                            | Nelly Furtado                                                           | nominacija |
| 2007.  | MTV Europe Music Awards      | Najzaraznija pjesma                              | "All Good Things (Come to an End)"                                      | nominacija |
| 2007.  | MTV Europe Music Awards      | Album godine                                     | Loose                                                                   | nobitnica  |
| 2008.  | Grammy Awards                | Najbolja ženska pop vokalna izvedba              | "Say It Right"                                                          | nominacija |
| 2008.  | Grammy Awards                | Najbolja pop suradnja s vokalima                 | "Give It to Me" (Timbaland featuring Nelly Furtado & Justin Timberlake) | nominacija |
| 2010.  | Billboard Latin Music Awards | Najbolji ženski izvođač godine Hot Latin Songs   | Nelly Furtado                                                           | nominacija |
| 2010.  | Billboard Latin Music Awards | Najbolji ženski izvođač godine Latin Pop Airplay | Nelly Furtado                                                           | nominacija |
| 2010.  | Billboard Latin Music Awards | Najbolji ženski izvođač godine Tropical Airplay  | Nelly Furtado                                                           | nominacija |
| 2010.  | Billboard Latin Music Awards | Album godine                                     | Mi Plan                                                                 | nominacija |

## Vanjske poveznice
- Službena stranica
- Nelly Furtado na YouTube-u